# Gyaritus spinosus
Gyaritus spinosus là một loài bọ cánh cứng trong họ Cerambycidae.